# Geoffrey Fabbri
Pour les articles homonymes, voir Fabbri.

a Compétitions nationales et continentales officielles uniquement.

Dernière mise à jour le 11 janvier 2020.
Geoffrey Fabbri, né le 17 juin 1992 à Saint-Claude, est un joueur français de rugby à XV évoluant au poste de deuxième ligne.

## Biographie
Formé au sein de l'US Oyonnax depuis la saison 2008-2009,, ce natif de Saint-Claude dispute son premier match de Top 14 lors de la saison 2014-2015 en septembre 2014 contre le Castres olympique, saison où il dispute quatre rencontres de cette compétition et quatre matchs en challenge européen. 
En janvier 2016, il prolonge pour trois saisons supplémentaires son contrat avec Oyonnax.

## Palmarès
- Champion de France de Pro D2 2017